# Angheluș
Angheluș (węg. Angyalos) – wieś w Rumunii, w okręgu Covasna, w gminie Ghidfalău. W 2011 roku liczyła 683 mieszkańców.